# 拉尔附近许廷根
拉尔附近许廷根是德国莱茵兰-普法尔茨州的一个市镇。总面积4.40平方公里，总人口135人，其中男性68人，女性67人（2011年12月31日），人口密度31人/平方公里。